# Bühnentechnische Rundschau
Die Bühnentechnische Rundschau (BTR) ist eine erstmals 1907 erschienene deutschsprachige Fachzeitschrift, die zweimonatlich im Theaterverlag erscheint. Die Auflage liegt bei 6.000 Exemplaren, die Reichweite bei etwa 25.000 Lesern. Die BTR begreift sich als Zeitschrift für Veranstaltungstechnik, Architektur, Ausstattung und Management. In Deutschland ist sie offizielles Organ der Deutsche Theatertechnischen Gesellschaft und der Organisation Internationale des Scénographes.